# Liste des comtes et vicomtes de Sens

Carte du royaume de France au début du XI avec le comté de Sens en vert clair au sud-ouest du comté de Champagne

Le territoire du comté de Sens correspond principalement à celui du Sénonais, autour de la ville de Sens dans le nord de l'actuel département de l'Yonne (Bourgogne-Franche-Comté) et le duché de Bourgogne de l'époque. Une partie du comté s'étendait aussi sur la province de Champagne, dépendant  pour cette part du comté de Troyes.
Des comtes de Sens sont cités dès le VIIe siècle ;, le comté devient véritablement un fief souverain héréditaire avec la dynastie des Fromonides au IXe siècle. Fromond Ier de Sens, fondateur de cette dynastie, transforma la vicomté acquise en comté souverain qu'il transmit à 3 générations de ses successeurs avant le rattachement du comté et de la ville de Sens au domaine royal au XIe siècle.

## Comtes à titre de bénéfice
Les comtes à titre de bénéfice sont des fidèles des souverains mérovingiens ou carolingiens qui obtiennent un comté à titre de bénéfice temporaire et non de manière héréditaire.

### Comtes sous les mérovingiens
- ~695 : Grimoald, plus jeune fils de Norbert ou Nordebert (maire du Palais de Neustrie[1] du roi des Francs Thierry III). Maire du Palais de Neustrie, duc ou comte de Reims et de Sens en 695[2].
- 700-721 : Engilbert[3], comte de Sens ; époux de Panonilde[2].

### Comtes sous les premiers carolingiens
- ~800 : Maynard ou Méginard[4] (mort en 817[N 1]), premier comte de Sens avant 800 à titre de bénéfice investi par l'empereur Charlemagne[N 2]. Marié à Rohaut ou Rothilde. Meginhard est le gendre de Hardrad[5] qui faisait partie de l’élite comtale de Francie orientale, et[6] qui est lié au comte Warin,
- ~817 : Arnoul (ou Arnulf, 794-837[N 3],[7] ou après 841[8]), fils illégitime de l'empereur Louis Ier le Pieux et d'une concubine. Investi comte de Sens par son père[4].
- av. 837 : Hugues III de Tours et de la Haute Alsace dit le Peureux, comte de Tours et de Sens, duc de la Haute Alsace.

À sa mort, un conflit de partage du comté aurait opposé ses deux gendres : le comte Girart de Roussillon (mari de sa fille aînée Berthe), et le roi de Francie occidentale Charles le Chauve (mari de sa fille cadette Héloïse ou Loïse),

### Comtes de la dynastie des Welfs
- av. 866 : Rodolphe Ier (mort en 866), fils de Welf Ier  (lui-même petit-fils de Hardrad) ; frère de l'impératrice Judith de Bavière et oncle du roi de France Charles le Chauve. Comte de Sens, de Troyes et du Ponthieu ; abbé laïc de Jumièges, abbé et avoué de l'abbaye de Saint-Riquier[10].
- 866-881 : Welf (ou Guelfon ; mort en 881), fils puîné du précédent, comte de Paris, de Sens et du Ponthieu, avoué de Saint-Riquier, abbé de Sainte-Colombe près de Sens[10].
- 881-882 : Conrad II (mort en 882), frère aîné du précédent, comte de Paris et de Sens[10].
- 882-886 : Hugues l'Abbé, fils du précédent.
- Après 886, Adélaïde Bourgogne, sœur de Hugues l'Abbé et fille de Conrad II, l'apporte en dot[11] à Richard II le Justicier.

### Ducs de Bourgogne
- 896-920 : Richard II le Justicier, duc de Bourgogne et comte de Sens (895-920)[12],[N 5].
- 921-923 : Raoul (ou Rodolphe) de Bourgogne, duc de Bourgogne, comte de Sens (921-923)[7] puis roi de France (923-936). Fils de Richard II et investi du comté de Sens par son père jusqu'à son accession au trône de France (en 923)[12],[N 6].

### Vicomtesbosonidesissus de Garnier
Le duc Richard s'appuie sur des vicomtes fidèles comme Renard à Auxerre ou Garnier à Sens. Ce dernier dont l'origine est incertaine peut être relié à Maynard de Sens et aux Garinides. C'est une famille à la fois fidèle aux Bosonides et aux Welfs.
- ~888-925 : Garnier ou Warnier de Sens (mort en 925[14]), vicomte de Sens[15] et de Troyes (888[N 7]-924)[N 8].
- 924-931 : Richard de Troyes[8], fils de Garnier et de Teutberge d'Arles, comte de Troyes et vicomte de Sens[16].

En 932, la révolte de Richard et du comte Gislebert de Bourgogne est matée par le roi Raoul qui confisque la vicomté de Sens à Richard.

## Vicomtes puis comtes souverains héréditaires de Sens (dynastie fromonide)
La dynastie des Fromonides est inaugurée comme seule dynastie souveraine héréditaire du comté de Sens par Fromond Ier.
- ~939-948[N 9] : Fromond Ier de Sens (914-948)[18]. Peut-être fils de Garnier, comte de Troyes[N 10]. Vicomte de Sens investi par Hugues le grand (Comte de Paris et père d'Hugues Capet) après la prise de la ville vers 939[19], confirmé en 941[16]. Devient le 1er comte souverain héréditaire de Sens[20] et jouit des titres et droits comtaux à sa mort en 948[21].
- 948-996 (ou 998/999)[22],[N 11] : Renard Ier de Sens dit le Vieux (ou Renaud, Raynard) (937-996[8], 998 ou 999), fils du précédent, comte de Sens.
- 996 (ou 998/999)-1012 : Fromond II de Sens (960-1012), fils du précédent[8], comte de Sens[23]. Épouse Gerberge de Roucy (fille de Ragenold, comte de Roucy[8].

Blason de la ville de Sens depuis son rattachement au domaine royal

- 1012-1055 : Renard II de Sens dit le Mauvais (mort en 1055)[8], fils du précédent[24]. Le comté est rattaché au domaine royal par le Roi de France Robert II le Pieux après la prise de la ville par les troupes royales le 22 avril 1015 mais l'usufruit du comté est laissé à Renard II par traité jusqu'à sa mort[24],[N 12].

Aucun document médiéval ne signale ni ne laisse supposer un lien quelconque entre les comtes de Sens (Fromonides), les comtes de Joigny, les sires de Courtenay, ceux de Tanlay et ceux de Joinville. Ces liens datent exclusivement des historiographes du début du XIXe siècle, qui ont noté la contiguïté des patrimoines fonciers en forêt d'Othe (pour ce qui est du lien allégué entre les comtes de Sens et ceux de Joigny), et encore moins avec les sires de Courtenay et ceux de Tanlay. En ce qui concerne l'origine de la famille comtale de Joigny, Aubry de Trois Fontaines (Haute-Marne), né au XIIe et mort au premier tiers du XIIIe siècle, signale que les comtes de Joigny sont issus des sires de Joinville. Les chroniques du temps disent que le comté a été acquis au Roi de France en 1055, et on constate ensuite son morcellement (au plus tard en 1080).
Les comtes de Joigny, les seigneurs de Châteaurenard, de Courtenay, de Tanlay et les seigneurs puis princes de Joinville sont issus de la dynastie fromonide des comtes de Sens ; leurs possessions, vassales du comté de Sens, ont échappé au rattachement au domaine royal en 1055.

## Vicomtes de Sens après le rattachement au domaine royal
Dès le règne de Philippe Ier, il n'y a plus lieu de considérer le vicomte comme un agent de la Couronne. Très significativement, les mandements royaux ne citent plus les vicomtes parmi les destinataires des ordres royaux à partir de ce règne. On peut dès lors considérer qu'il est devenu un simple féodal disposant d'anciens prélèvements publics.
Il convient de noter que la première application de la très célèbre ordonnance du 10 juin 1155 (de Soissons) sur la paix dans le royaume aura son application dirigée contre le vicomte de Sens (pariage de Chéroy, suivi ensuite des pariages de Dollot, Flagy, Voulx, venant tous encercler les possessions vicomtales entrées sur Vallery).
- 1055-1062 : Daimbert de Sens (mort en 1062), fils de Mainard et frère de Mainard (Évêque de Troyes puis archevêque de Sens). Il faut rapprocher ce prénom avec celui en usage avec la famille des chevaliers de Seignelay qui fournira de nombreux prélats à Sens, Auxerre et Orléans aux XIe et XIIe siècles. Ce lignage a constamment été le vecteur de la politique royale sur les confins de l'Auxerrois.
- Guérin Ier de Sens (ou Garin = Warinus), vicomte de Sens en 1074.
- Etienne, vicomte de Sens, époux d'une Montlhéry. Il décède avant 1118. Il est signalé par le biais de son fils, Salon qui figure dans le cortège assistant à l'inhumation de son oncle Milon de Montlhéry, sire de Bray-sur-Seine, mort assassiné.
- Manasses de Sens, fils probable du précédent, vicomte de Sens en 1114. Il pourrait être Manasses de Villemaure, alors remarié à la veuve d'Etienne  vicomte de Sens.
- av. 1130-1168 : Salon de Sens (mort en 1168), fils très probable du précédent, vicomte de Sens[28]. Ce rare prénom a été porté vers 1020 par un chevalier vassal d'Eudes II de Blois, intervenant au sujet de Montereau. A épousé "E". Neveu de Milon de Montlhéry, sire de Bray-sur-Seine, assassiné en 1118.
- 1168-1180 : Guérin ou Garin II de Sens (mort av. 1180), fils du précédent, vicomte de Sens[29]. A épousé "H".
- Galeran, vicomte de Sens, époux d'Hermensent, sœur du vicomte Garin. Il se heurte à Philippe Auguste[30].
- Hermensent, vicomtesse de Sens. Elle épouse en premières noces Laurent de Vendeuvre puis Galeran.
- Héloïse, titrée une fois vicomtesse de Sens et dame de Chaumont. Veuve du vicomte Garin ; remariée à Guillaume des Barres, chevalier, sire d'Oissery, puis à Gui de Garlande.
- La vicomté de Sens est morcelée à la mort d'Hermensent, entre sa descendance issue des Vendeuvre, donnant la famille de Vallery (sires de ce lieu)[31], et celle issue des Barres (sires de Chaumont (-sur-Yonne)[32].

Le domaine des vicomtes forme un bloc compact sur la rive gauche de l'Yonne, centré sur Vallery. Curieusement il est écartelé entre plusieurs suzerainetés : la Couronne (Vallery, Villethierry, Gisy) ; la Champagne (tant Montereau que Bray-sur-Seine) pour Villeneuve-la-Guyard et peut être Diant). Au début du XIIe, les vicomtes aussi des droits dans l'ancien comté du Gâtinais à Nanteau.
La vicomté ne comprenant plus dès lors qu'un droit de suzeraineté sur de rares fiefs et des taxes sur le négoce au niveau de la cité de Sens, ne dispose pas de système judiciaire ou de bailliage. Au XIVe siècle, la vicomté est détenue en indivision d'une part entre les descendants des vicomtes de Sens (d'une part les sires de Vallery, d'autre part les des Barres sires de Vallery et les de Dreux sires de Beu), et les archevêques de Sens, disposant de fermiers-receveurs en commun.
Ce n'est qu'au XVIe siècle, que le titre vicomte émerge à nouveau à Sens, aux mains de la famille normande Blosset venue s'installer à Saint-Maurice-Thizouaille dans la vallée du Tholon près de Joigny, puis de la famille sénonaise des Grassin (un parlementaire et son frère fondateurs du collège des Grassin à Sens). La famille Grassin portera le titre vicomtal ensuite aux XVIIe et XVIIIe siècles. On peut notamment citer : 
- Rogerin Blosset, vicomte de Sens en 1545, écuyer ;
- Antoine Blosset, vicomte de Sens en 1545, écuyer ;
- Pierre Blosset, vicomte de Sens de 1545 à 1549, écuyer ;
- Simon-Claude Grassin, capitaine de grenadiers, vicomte de Sens en 1748, commandant du château de Saint-Tropez.

La vicomté de Sens est ensuite remplacée par le bailliage de Sens.